# Páka, Zala
Páka  este un sat în districtul Lent, județul Zala, Ungaria, având o populație de 1.205 locuitori (2011). 

## Demografie
Componența etnică a satului Páka
     Maghiari (96,92%)
     Romi (2,68%)
     Germani (0,4%)
Componența confesională a satului Páka
     Romano-catolici (72,95%)
     Fără religie (1,58%)
     Necunoscută (24,32%)
     Alte religii (1,49%)
Conform recensământului din 2011, satul Páka avea 1.205 locuitori. Din punct de vedere etnic, majoritatea locuitorilor (96,92%) erau maghiari, cu o minoritate de romi (2,68%).  Din punct de vedere confesional, majoritatea locuitorilor (72,95%) erau romano-catolici, cu o minoritate de persoane fără religie (1,58%). Pentru 24,32% din locuitori nu este cunoscută apartenența confesională.